# Phyllophichthus xenodontus
Phyllophichthus xenodontus är en fiskart som beskrevs av Gosline, 1951. Phyllophichthus xenodontus ingår i släktet Phyllophichthus och familjen Ophichthidae. Inga underarter finns listade i Catalogue of Life.